# Croton stigmatosus
Espèce
Croton stigmatosus est une espèce de plantes à fleurs du genre Croton et de la famille des Euphorbiaceae, présente en Australie du sud est du Queensland jusqu'au nord-est de la Nouvelle-Galles du Sud.
Il a pour synonymes :
- Croton phebalioides var. hirsutus, F.M. Bailey, 1902
- Croton phebalioides var. stigmatosus, (F.Muell.) Domin, 1927
- Croton stigmatosus, Müll.Arg.
- Croton stigmatosus var. eurybioides, Baill., 1866
- Oxydectes stigmatosa, Kuntze